# Les Glénans
Les Glénans (I Glénans in italiano) è una famosa scuola vela francese che opera come organizzazione no-profit. È nata nel 1947 in Bretagna, regione occidentale della Francia nota per le sue tradizioni marinare. La maggior parte dei suoi istruttori sono volontari. Questa scuola è stata il modello per la creazione del centro velico Caprera in Italia.

## Storia
È stata fondata nel 1947 da Philippe e Hélène Viannay, che avevano partecipato alla Resistenza francese durante la Seconda Guerra Mondiale.

## Sedi
La sua prima sede fu l'arcipelago delle Glénan, a circa 10 miglia nautiche (20 km) al largo della costa della Bretagna meridionale, dal quale la scuola trae il suo nome. Tra le sue prime barche vi era un cutter 12 metri Bermudian chiamato Sereine, che ora è un monumento storico francese.
La sua sede è a Parigi, capitale della Francia, e gestisce cinque siti in Francia: Paimpol, l'Île-d'Arz e l'Archipel (come l'arcipelago delle Glénan è chiamato dagli adepti dei Glénans) in Bretagna, Marseillan nel sud della Francia e Bonifacio in Corsica.
Negli anni '80 venne aperta anche una base in Italia, nella laguna veneta, inizialmente a Mestre e dal 1982 sull'isola di San Clemente e sempre nel 1982 venne costituito il Centro Nautico Glenans Italia che resto' attivo fino al 1987 

## Caratteristiche
Les Glénans insegna catamarano, deriva e windsurf, ma il 70% della sua attività è crociera.
La flotta dei Glénans è costituita da una grande varietà di barche che sono solitamente adattate agli scopi della scuola. In acqua, queste barche sono di solito riconoscibili da una striscia rossa sulla randa.